# Весегонск
Весегонск (на руски: Весьегонск) е град в Русия, административен център на Весегонски район, Тверска област. Населението на града към 1 януари 2018 година е 6219 души.